# Alfonso de Fonseca y Acevedo
Alfonso de Fonseca y Acevedo. (Santiago de Compostela, 1476 - Toledo, 1534). Religioso español.
Estudió Teología y Leyes en su ciudad natal, para ser canónigo de la Catedral de Santiago de Compostela con apenas 15 años, en la que más tarde fue arzobispo. Era hijo de Alfonso de Fonseca, Patriarca de Alejandría. Carlos I lo nombró miembro del Consejo Real. En 1523, su amistad con el rey le permitió acceder a ser nombrado arzobispo de la archidiócesis de Toledo, en sustitución del fallecido y poderoso Cardenal Cisneros. En los once años restantes destacó por su intensa labor en beneficio del establecimiento de centros educativos en toda Castilla y por ser un exponente del mecenazgo renacentista.
- Datos: Q10853738